# Герхард (граф Вестерго)
Герхард (нидерл. Gerhard; умер в 855 или 859) — граф фризского Вестерго в первой половине IX веке из династии Герульфингов.

## Биография
Герхард принадлежал к высшим слоям фризской знати: среди его предков по мужской линии мог быть король Радбод. Он был сыном, возможно старшим, графа Вестерго Герульфа Старшего, основателя династии Герульфингов, и неизвестной по имени дочери Валы Корвейского. Предполагается, что его братьями были архиепископ Кёльна Гюнтер и архиепископ Трира Титгауд, а сестрой — Вальдрада.
Замешанный в мятеже сыновей Людовика I Благочестивого, Герульф Старший в 833 или 834 году был лишён императором всех своих владений. Его должность была передана Герхарду, о чём упоминается в «Кодексе Эбергарда». В 839 году Герульфу удалось добиться у Людовика I Благочестивого прощения и возвращения личных владений. Однако в исторических источниках не сообщается, был ли за ним сохранён и графский титул: Герхард мог или передать отцу все властные полномочия или быть его соправителем. После же смерти Герульфа Старшего граф Герхард снова получил Вестерго в единовластное управление. Он владел этой областью как вассал короля Средне-Франкского государства Лотаря I. Возможно, кроме Вестерго под властью Герхарда находился и Остерго.
На основании ономастических данных предполагается, что женой Герхарда была дочь графа Хамаланда Вигмана. В пользу этого же свидетельствует и тесная связь семьи Герхарда с хамаландскими монастырями. Также известно о передаче Герхардом и членами его семьи нескольких пагов во Фризии Фульдскому аббатству.
Дата смерти Герхарда точно не известна. По одним данным, это произошло в 855 году. По другим данным, граф Герхард тождественен своему тёзке, о смерти которого в 859 году упоминалось в одном из документов Фульдского аббатства. Старший сын Герхарда Фолкгер отказался стать преемником своего отца, принял духовный сан и удалился в Верденское аббатство. Поэтому новым правителем Вестерго стал младший сын Герхарда Виггинг.